# Rio Formoso (vattendrag i Brasilien, Bahia)
Rio Formoso är ett vattendrag i Brasilien.   Det ligger i delstaten Bahia, i den östra delen av landet, 500 km nordost om huvudstaden Brasília.
Omgivningarna runt Rio Formoso är huvudsakligen savann. Runt Rio Formoso är det glesbefolkat, med 13 invånare per kvadratkilometer.